# 益富信孝
益富 信孝（ますとみ のぶたか、1939年10月30日 - ）は、日本の男性俳優、声優。東京都出身。劇団青年座所属。

## 略歴
青山学院高等部卒業。
1963年5月1日に劇団青年座入団。
矢代静一作の『象と簪』で初舞台。

## 出演（俳優）

### テレビドラマ
- 男たちの旅路 第2部 第3話「釧路まで」（1977年、NHK） - 船客
- 女捜査官 最終話「処女刑事のライバルは女子刑務所の女」（1982年、ABC / テレパック）
- 大江戸捜査網 第618話「母さんと呼んでいいかい?」（1983年、TX / ヴァンフィル） - 宇三郎
- 大河ドラマ（NHK）
  - 花神（1977年） - 井上五郎三郎
  - 峠の群像（1982年） - 同心
  - 春日局（1989年） - 豊臣秀長
  - 翔ぶが如く（1990年） - 竜佐民
  - 八代将軍吉宗（1995年） - 大久保八郎五郎
  - 元禄繚乱（1999年） - 左右田孫兵衛
- 星雲仮面マシンマン 第11話「とんだアルバイト」（1984年、NTV / 東映） - ミサイル男人間態/ミサイル男（声）
- 大奥 第47話「年上の佳人」（1984年、KTV / 東映）
- セーラー服反逆同盟 第7話「危ない少年仕掛人!」（1986年、NTV / ユニオン映画） - 西村
- 銭形平次 第18話「消えた獄門首」（1987年6月16日、NTV / ユニオン映画） - 蝮の十蔵 ※風間杜夫版
- オトコだろッ!（1988年、フジテレビ）
- 八百八町夢日記 第1シリーズ SP「一千両の大勝負」（1989年12月26日、NTV / ユニオン映画）
- 長七郎江戸日記 第3シリーズ 第19話「金十両が厄となる」（1991年3月5日、NTV / ユニオン映画） - 市蔵
- 水戸黄門 第21部 第22話「仏の里の鬼退治 -彦根-」（1992年8月31日、TBS / C.A.L） - 源十
- 鬼平犯科帳 第4シリーズ 第2話「うんぷてんぷ」（1992年、CX / 松竹） - 栗原の重吉
- 金曜エンタテイメント 世にも奇妙な物語 秋の特別編 (1998年)「ダジャレ禁止令」（1998年、CX） - 刑事
- 隠密奉行朝比奈 第2シリーズ 第4話「復讐の紋様 唐津絵皿は語る」（1999年8月11日、CX / 東映） - 仁右衛門
- 仮面ライダーアギト 第1話（2001年、ANB / 東映） - 大悟の祖父
- 百獣戦隊ガオレンジャー 第8話「犬、走る!!」（2001年、ANB / 東映） - 桜庭院長
- 火曜サスペンス劇場（NTV）
  - 警部補 佃次郎12死にいそぐ女（2001年5月1日） - 井上由香のマンションの管理人
  - 地方記者・立花陽介19箱根小田原通信局（2002年9月24日） - 寄木細工職人
- 金曜時代劇 茂七の事件簿 新ふしぎ草紙（2002年、NHK）
- 菊次郎とさき（2003年、ANB）
- 異端の夏（2003年、BSジャパン） - 須田吾郎 役
- ほんとにあった怖い話 「先見の少女」（2004年、CX） - 斉藤泰之 役
- 月曜ミステリー劇場 パートタイム裁判官1（2005年、TBS） - 小沢啓太
- 仮面ライダー響鬼 第23話「鍛える夏」（2005年、EX / 東映） - 老人
- 木曜ドラマ エラいところに嫁いでしまった! 第2話（2007年、EX / 東宝）
- 土曜プレミアム 島根の弁護士（2007年7月14日、CX / 映像京都） - 今井東太
- 土曜ワイド劇場（ANB / 東映）
  - 若妻殺し（1985年）
  - 西村京太郎トラベルミステリー / みちのく殺意の旅（2007年5月26日）
  - 弁天祐美子法律事務所・2（2009年11月17日） - 永井教授

### 映画
- 荒い海 真珠舎（1969年） - 吉村二等機関士 役
- たそがれの情事（1972年、日活） - 杉山辰男 役
- さすらいの情事（1972年、日活） - 竜 役
- 闇に浮ぶ白い肌（1972年、日活） - 稲葉 役
- （秘）女郎市場（1972年、日活） - 吉藤次 役
- 官能教室 愛のテクニック（1972年、日活） - 森本徹郎 役
- 色情姉妹（1972年） - 本田六造 役
- （秘）大奥外伝 尼寺淫の門（1973年、日活） - 孫三郎 役
- 団地妻 火遊び（1973年、日活） - 荒川 役
- 真夜中の妖精（1973年、日活） - 小沢健次 役
- 大人のオモチャ ダッチワイフ・レポート（1975年、日活）
- 赤線飛田遊廓（1975年、日活）
- 発禁 肉蒲団（1975年、日活） - 鼠小僧次郎吉 役
- わたしのSEX白書 絶頂度（1976年、日活） - 隼人 役
- 団地妻 肉体金融（1976年、日活） - 久保勇 役
- 暴行!（1976年、日活）
- 夢野久作の少女地獄（1977年、日活） - 乞食坊主 役
- 私は犯されたい（1978年、日活） - 川田 役
- 性愛占星術 SEX味くらべ（1978年、日活）
- 教師 女鹿（1978年、日活） - カメラマン 役
- トルコ110 悶絶くらげ（1978年、にっかつ）
- スーパーGUNレディ ワニ分署（1979年、日活）
- 狂った果実（1981年、根岸吉太郎監督）
- あそばれる女（1981年、にっかつ）
- 愛獣 襲る!（1981年、黒沢直輔監督、にっかつ）-　ドスケン　役
- 奴隷契約書 鞭とハイヒール（1982年、にっかつ）
- 鏡の中の悦楽 （1982年、にっかつ） - 柴塔慎一 役
- 団鬼六 蒼いおんな（1982年、にっかつ） - 木谷昌也 役
- キャバレー日記（1982年、にっかつ） - 麗子の亭主 役
- セーラー服 百合族（1983年、にっかつ） - 沢木太郎 役
- 団鬼六 縄責め （1984年 にっかつ）
- ラブホテル（1985年、にっかつ=ディレクターズ・カンパニー、相米慎二監督）
- 女銀行員 暴行オフィス（1985、にっかつ） - 矢島幸三郎 役
- 団鬼六 美教師地獄責め（1985年、にっかつ）
- 凌辱めす市場 監禁（1986年、にっかつ）
- 押繪と旅する男（1994年）
- のど自慢（1999年、井筒和幸監督）
- 梟の城（1999年） - 本多正信 役
- 世界の終わりという名の雑貨店（2001年、松竹） - マスター 役

### オリジナルビデオ
- 雀鬼 裏麻雀勝負!20年間無敗の男（1992年、徳間ジャパンコミュニケーションズ）

### 舞台
- あ・うん
- あおげばとうとし - 有田善松
- カチンコ節子
- 自転車
- しりたまはずやわがこひは
- 世阿弥
- 20世紀
- パートタイマー・秋子 - 大坪久弥
- 評決 - 大島（陪審員）退役陸軍大佐
- 盟三五大切
- 私の下町・母の写真
- 美しきものの伝説
- 国境のある家

## 出演（声優）

### テレビアニメ
- 野生のさけび（1982年）
- 戦闘メカ ザブングル（1982年）
- 聖戦士ダンバイン（1983年） - ショタン・コシュ
- ダーティペア（1985年） - カスピア大臣
- 南海奇皇（1998年） - 近松耕一郎
- アークザラッド（1999年） - ヤグン・デル・カトル
- 名探偵コナン（1999年） - 張田政次

### OVA
- ダーティペア（1987年） - 司祭

### 吹き替え

#### 洋画
- アナライズ・ユー
- IT ※NHK-BS2版
- ウインドトーカーズ（チャーリー・ホワイトホース〈ロジャー・ウィリー〉）
- ウェディング・プランナー
- ヴェロシティ・ラン
- ウォーターワールド（長老〈サブ・シモノ〉）※テレビ東京版
- エア・バディ（裁判長〈エリック・クリスマス〉）
- エース・ベンチュラ（アグアド〈ジョン・カポダイス〉）※ソフト版
- オーロラの彼方へ（フレッド・シェパード）※ソフト版
- オーシャン・オブ・ファイヤー（ユーセフ〈ハーシュ・ネイヤー〉）
- 宮廷料理人ヴァテール（コンデ公ルイ2世〈ジュリアン・グローヴァー〉）
- 脅迫（ジョン・ボイル〈エド・ローター〉）
- キンダガートン・コップ ※テレビ朝日版
- キラーウルフ/白髪魔女伝（白雲道長〈ロウ・ロクラム〉）※ビデオ版
- クレイジー・イン・アラバマ（ネヘミア・ジャクソン[4]）
- 13デイズ（アドレー・スティーブンソン〈マイケル・フェアマン〉） ※テレビ朝日版
- サルサ!（バレート〈エステバン・ソクラテス・コバス・プエンテ〉）
- ザ・ロイヤル・テネンバウムズ
- ザ・リング（リチャード・モーガン〈ブライアン・コックス〉）DVD版
- ジュマンジ（バム〈ロイド・ベリー〉） ※テレビ朝日版
- ジャンヌ・ダルク（ジャン・ル・メートル）
- スターリングラード
- スターシップ・トゥルーパーズ2（ジャック・シェパード将軍〈エド・ローター〉）
- スノー・クイーン 〜雪の女王〜（ラトガー市長〈ダンカン・フレイザー〉）
- スリーピー・ホロウ（ハーデンブルック書記〈マイケル・ガフ〉）VHS版、DVD版、BD版
- 世界で一番パパが好き!（バート・トリンキ〈ジョージ・カーリン〉）
- ダブル・ジョパディー（ジム・マンゴールド） ※テレビ朝日版
- 翼のない天使（おじいちゃん（ロバート・ロッジア））
- ディープ・インパクト（ジェイソン・ラーナー〈マクシミリアン・シェル〉）
- テキサス・チェーンソー（モンティ老人〈テレンス・エバンス〉）
- テキサス・チェーンソー ビギニング（モンティ老人〈テレンス・エバンス〉）
- デモリションマン（ザッカリー・ラム〈グランド・L・ブッシュ / ビル・コッブス〉）※ソフト版
- デッドマン・ウォーキング（クライド・パーシー〈R・リー・アーメイ〉）
- トラブル・バウンド/復讐の銃弾（サンチノ〈シーモア・カッセル〉）
- ナポリと女と泥棒たち（ドン・ヴィンツェンツィオ〈トト〉） ※テレビ東京版
- ハード・ウェイ（ウィザースプーン〈コンラッド・ロバーツ〉） ※フジテレビ版（思い出の復刻版BD収録）
- ハーモニーベイの夜明け（ベン・ヒラード〈ドナルド・サザーランド〉）
- バッファロー・ガールズ/カラミティ・ジェーンの半生（ノー・イヤー〈フロイド・ウェスターマン〉）NHK版
- パスト・テンス 殺意のリフレイン（バート〈デヴィッド・オグデン・スティアーズ〉）
- パイレーツ・オブ・カリビアン/呪われた海賊たち
- ハリー・ポッターと秘密の部屋（アラゴグの声〈ジュリアン・グローヴァー〉）
- ヒトラー 〜最期の12日間〜（ヴィルヘルム・カイテル元帥〈ディーター・マン〉）
- フォー・ウェディング
- 不思議なオパール（グレイブ警部〈ルイス・フィアンダー〉）
- ヘンリー・フール（ブニュエル〈ジーン・ラフィニ〉）
- マイ・ラブリー・フィアンセ
- 48時間PART2/帰って来たふたり ※日本テレビ版
- 八日目（重役〈アンリ・ガルサン〉）
- ラストサマー2（エステス〈ビル・コッブス〉）DVD版
- ルトガー・ハウアー 処刑脱獄（ワイルダー保安官〈リチャード・ブラッドフォード〉） ※テレビ東京版
- ロード・オブ・ザ・リング（ブリー村の門番）
- ロード・オブ・ザ・リング/二つの塔（ブリー村の門番）

#### 海外ドラマ
- アリー my Love
- ER緊急救命室シリーズ
  - シーズンIV #7（レイモンド〈ジョージ・バック・フラワー〉）
  - シーズンVI #5（ハーン〈ジョン・デニス・ジョンストン〉）
  - シーズンVIII #7（レイノルズ〈ルイス・ジャンバルヴォ〉）
  - シーズンIX #8（ジョニー）
  - シーズンX #8（ガーランド〈レイノール・シェイン〉）
  - シーズンXI #12（クロッシー〈エド・バーナード〉）
- 堕ちた弁護士 -ニック・フォーリン-（ハリー・ジョセフス〈ロバート・ロッジア〉）
- 刑事ナッシュ・ブリッジス（ラングストンFBI捜査官〈ジョー・スパーノ〉）
- 対決スペルバインダーII
- ハイスクール・ウルフ（リーダー）
- V.I.P.（ルイス〈レニ・サントーニ〉）
- ミステリー・グースバンプス（マッコール少佐）
- 名探偵モンク（グレイソン〈ニコラス・キャンベル〉）
- ロズウェル - 星の恋人たち（ハンク・ホイットモア〈ロバート・F・ライオンズ〉）

### ラジオドラマ
- FMシアター（NHK-FM）
  - ドラマスペシャル「モモ〜時間泥棒と盗まれた時間を人間にとりかえしてくれた女の子のふしぎな物語」（1985年）
  - 「囚われたオオムラサキ」（1988年） - ドン・ヘスス
  - 特集オーディオドラマ「カムバック、小野田少尉」（2004年） - 小野田の父
  - シリーズ・スペインの現代文学「パスクアル・ドゥアルテの家族」（2008年）